# Laraesima densepunctata
Laraesima densepunctata là một loài bọ cánh cứng trong họ Cerambycidae.